# كأس الأمم الإفريقية تحت 23 سنة 2015
كأس الأمم الأفريقية تحت 23 سنة 2015 هي النسخة الثانية من كأس الأمم الأفريقية تحت 23 سنة، وهي بطولة كرة القدم الدولية المقيدة للعمر التي تقام كل أربع سنوات والتي ينظمها اتحاد كرة القدم الأفريقي لفرق الرجال تحت 23 سنة في أفريقيا. بدأت البطولة في 28 نوفمبر وانتهت في 12 ديسمبر 2015. ولعب في البطولة ثمانية فرق.
وكان من المقرر في البداية أن تقام البطولة في جمهورية الكونغو الديمقراطية فيما بين 5 و19 ديسمبر 2015. ومع ذلك، غير الاتحاد الأفريقي لكرة القدم المضيف وطلب من السنغال استضافة البطولة بدلا من ذلك، كما تم تغيير مواعيد البطولة.
في 6 أغسطس 2015، قررت اللجنة التنفيذية للاتحاد الأفريقي لكرة القدم أن تغير اسم البطولة من بطولة أفريقيا تحت 23 سنة إلى كأس الأمم الأفريقية تحت 23 سنة، على غرار النسخة العليا، كأس الأمم الأفريقية لكرة القدم.
وكما هو الحال في النسخة السابقة، فإن البطولة كانت بمثابة تصفيات الاتحاد الأفريقي لبطولة كرة القدم الأولمبية. تأهلت الفرق الثلاثة الأولى من البطولة للمشاركة في دورة الألعاب الأولمبية الصيفية 2016 التي ستقام في البرازيل كممثلين للاتحاد الأفريقي لكرة القدم.

## وصلات خارجية
- كأس الأمم الأفريقية تحت 23 سنة, CAFonline.com